# Itabaiana (Paraíba)
Itabaiana is een gemeente in de Braziliaanse deelstaat Paraíba. De gemeente telt 25.463 inwoners (schatting 2009).
De gemeente grenst aan Gurinhém, Pilar, Mogeiro, São José dos Ramos, Salgado de São Félix en Juripiranga.

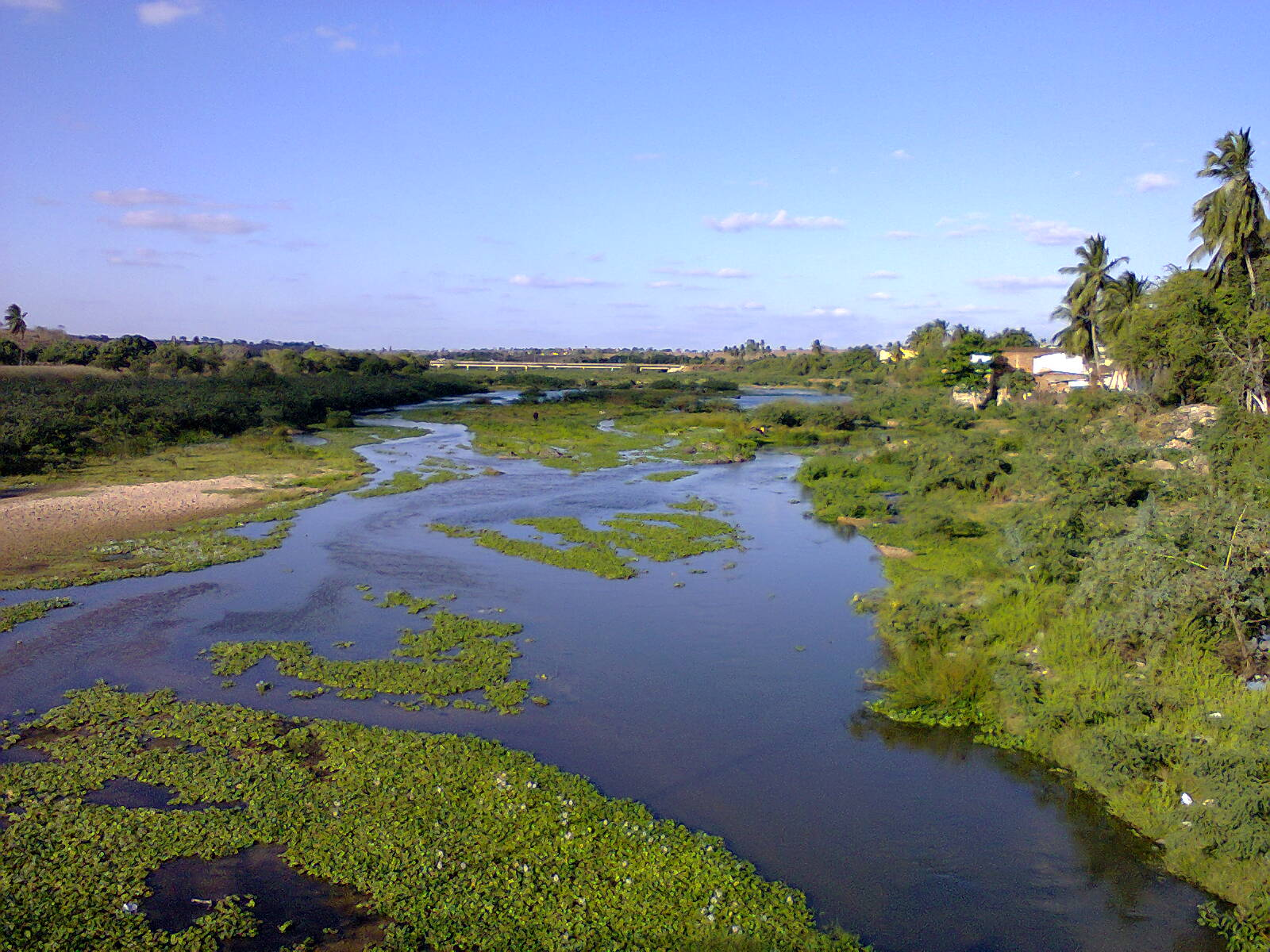
De rivier Rio Paraíba bij Itabaiana